# Heterogenella
Heterogenella is een muggengeslacht uit de familie van de galmuggen (Cecidomyiidae).

## Soorten
- H. bigibbata Mamaev & Berest, 1991
- H. cambrica (Edwards, 1938)
- H. hybrida Mamaev, 1963
- H. linearis Yukawa, 1971
- H. multifurcata Spungis & Jaschhof, 2000
- H. transgressoris Jaschhof, 1998